# Alchemilla stellulata
Alchemilla stellulata é uma espécie de rosácea do gênero Alchemilla, pertencente à família Rosaceae.